# Margaret Macfarlane
Margaret Macfarlane fue una sufragista escocesa y secretaria honoraria de la Unión Social y Política de las Mujeres en Dundee y East Fife.

## Actividad sufragista

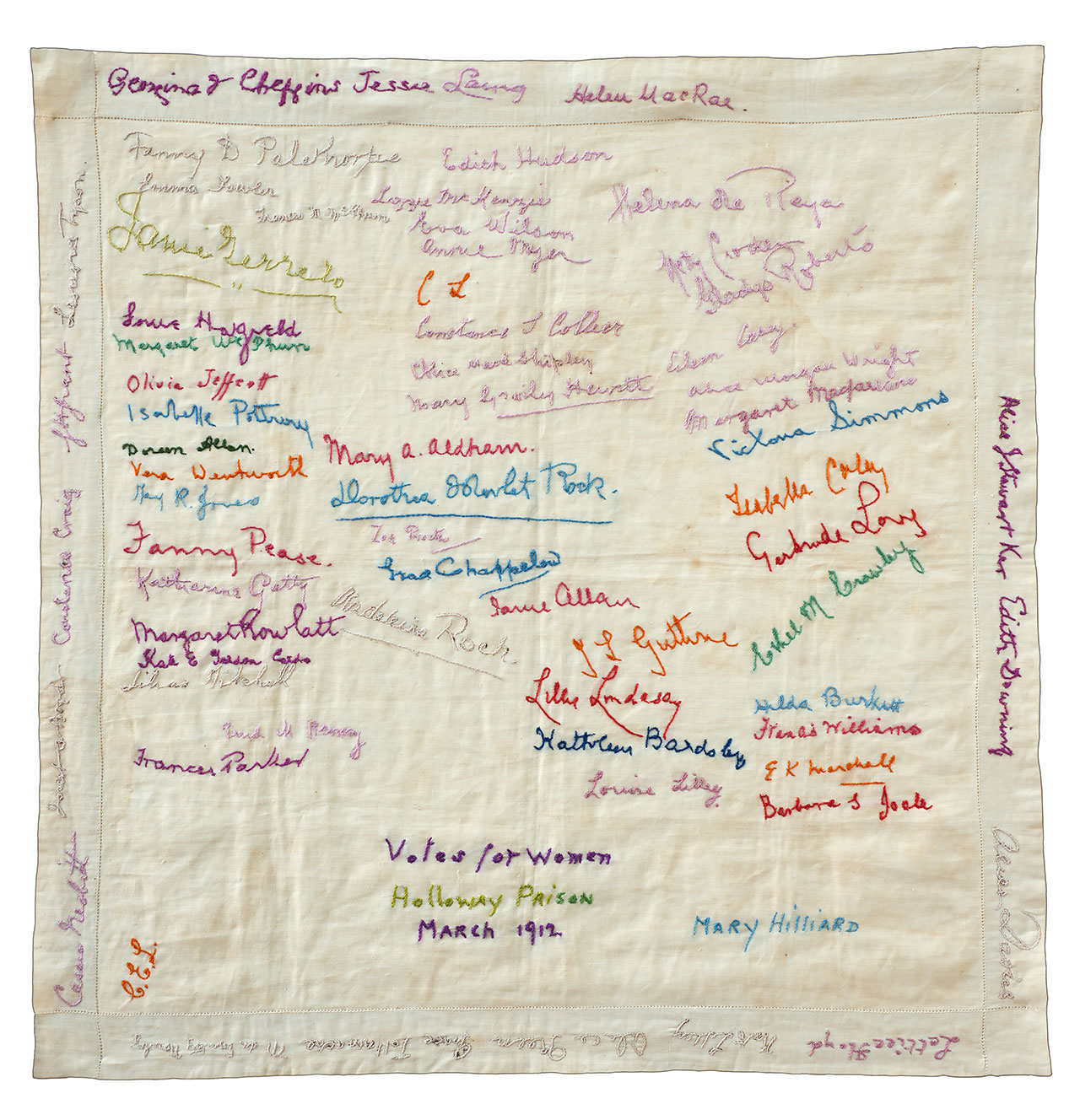
Apuntes originales

Desde al menos 1911, Macfarlane, una enfermera capacitada, había comenzado a trabajar por la causa del sufragio femenino. En 1911, cuando Emmeline Pankhurst se embarcó en una gira de conferencias por Escocia, ella ayudó a organizar una reunión pública "abarrotada" en St. Andrews, que fue presidida por la secretaria de la sucursal de St. Andrews de la Unión Nacional de Sociedades de Sufragio Femenino.
Su defensa cada vez más militante del sufragio femenino la llevó a su arresto en Londres en noviembre de 1911, a la edad de 23 años. Fue acusada de romper una de las ventanas más grandes de Londres en la oficina de Hamburg America Line en Cockspur Street, valorada en £ 104, y sentenciada en marzo de 1912 a cuatro meses en la prisión HM Holloway. Fue una de las 68 mujeres que agregaron sus firmas o iniciales a el pañuelo Suffragette bordado por prisioneras en Holloway en marzo de 1912, y mantenida hasta 1950 por Mary Ann Hilliard, y todavía disponible para ver en Priest House West Hoathly.
Macfarlane se negó a comer en prisión y fue alimentada a la fuerza regularmente hasta su liberación a fines de junio de 1912. Su peso, dijo, cayó de 7st 5lb en su entrada a prisión a 6st 6lb en su liberación. Más tarde describió su experiencia de alimentación forzada:

Me subieron a una silla y me ataron con una sábana fuertemente al respaldo. Hasta donde puedo recordar, mis brazos estaban sostenidos a cada lado de los brazos de la silla. Había un conserje con una taza de alimentación y otro detrás de mi silla, haciendo una mordaza para la boca con los dedos. Otro me sostuvo las rodillas. Les dije que no tragaría una gota de gachas voluntariamente. Cuando descubrieron que no retenía nada de la comida, el que me estaba amordazando animó a los demás a que me hicieran cosquillas, que me taparan la nariz para hacerme tragar y que me agarraran de la garganta, lo que para mí es lo más cruel. Al presionar la garganta para tragar se produce una terrible sensación de asfixia. Cuando levantaron mis pies, mi cabeza colgaba justo sobre el respaldo de la silla, lo que se sumó a la sensación de asfixia.

Continuó su trabajo político en su liberación, apareciendo nuevamente en la corte en enero de 1913 por cargos de romper una ventana del Ministerio del Interior y causar daños por valor de £ 2. Se le ordenó pagar el daño y una multa de 40 chelines.